# Sony Xperia SP
De Sony Xperia SP is een smartphone van het Japanse conglomeraat Sony. De telefoon is gepresenteerd op 18 maart 2013 samen met de Xperia L en die twee vormen samen met de Xperia Z Sony's nieuwe lijn van smartphones.

## Hardware

### Design
De telefoon wordt door Sony in de markt gezet als een designtoestel. Het toestel heeft een alumiunium frame rondom, de voor- en achterkant zijn gemaakt van plastic Het design is te zien als een combinatie van het design van de Sony Xperia U en Sony Xperia P. Boven het scherm zitten de voorste camera, bewegings- en lichtsensoren, het Sony-logo en een speaker. Onder scherm bevindt zich een notificatiebalk over de volle breedte van het toestel. Deze wordt verlicht door een drietal RGB-leds waardoor notificaties in verschillende kleuren mogelijk zijn. Daarnaast kleurt de balk mee met content getoond op het scherm, en kan deze knipperen op het ritme van muziek. De achterkant bevat nog een Xperia-logo, de camera van 8 megapixel met Exmor RS sensor, een enkele led-flitser en een tweede speaker. Op de zijkanten bevinden zich de volumeknoppen, een speciale knop voor de camera en een ronde aan/uit knop van aluminium. De telefoon heeft een dikte van 10 mm. De Xperia SP komt uit in drie kleuren: wit, zwart en rood.

### Processor en geheugen
De Xperia SP heeft een dualcoreprocessor, die geklokt is op 1,7 GHz. De processor is ontworpen door chipfabrikant Qualcomm en maakt deel uit van de Snapdragon S4-serie. Het werkgeheugen bedraagt 1 GB. Het opslaggeheugen heeft een grootte van 8 GB en is uitbreidbaar middels een microSD-kaart tot 32 GB.

### Netwerken
De Xperia SP ondersteunt LTE-netwerken.

### Scherm
Het scherm heeft een diagonaal van 11,7 cm (4,6 inch) met een resolutie van 1280 x 720 pixels, wat uitkomt op een pixeldichtheid van 319 pixels per inch. Het aanraakscherm ondersteunt multitouch-gebaren. De Xperia SP maakt gebruik van HD Reality Display-technologie en de Mobile BRAVIA-engine 2 van Sony. Door deze twee technieken zou het scherm mooier weergegeven worden. Daarnaast ondersteunt het scherm bediening met handschoenen aan, wat gebeurt met de 'floating touch'-techniek.

### Camera's
Het toestel beschikt over een Exmor RS-sensor met 8 megapixels, welke zowel foto's als video's in HDR kan opnemen. De voorste camera voor videobellen kan opnemen in VGA-resolutie.

## Software

### Besturingssysteem
De Sony Xperia SP heeft als besturingssysteem Android 4.1 met daaroverheen de Timescape UI. De telefoon is 'PlayStation-certified', dat betekent dat men hierop omgebouwde PlayStation-spellen kan spelen.

### Muziek
De telefoon is verbonden met het Sony Entertainment Network, dat gebruikers toegang geeft tot Music & Video Unlimited, een speciale streamingsapp vergelijkbaar met Deezer en Spotify. Het Japanse bedrijf heeft de muziekspeler vernoemd naar Walkman, een oude muziekspeler van Sony. In de telefoon zal verder gebruik worden gemaakt van de audiotechnologie 3D surround sound met xLOUD. Volgens het bedrijf moet het geluid en de bas hierdoor veel sterker en helderder zijn. Ook zegt het bedrijf het geluid uit de oordopjes te hebben verbeterd.

### NFC
Het toestel beschikt ook over NFC, dat in combinatie met 'Xperia Smart Tags' (NFC-chips) gebruikt kan worden om de telefoon speciale commando's te laten uitvoeren, zoals het openen van een applicatie of de gebruiker een bepaald persoon te laten bellen.